# Das Jugendamt
Die Zeitschrift Das Jugendamt (JAMT), Untertitel Zeitschrift für Jugendhilfe und Familienrecht, ist eine juristische Fachzeitschrift auf dem Gebiet des Jugendhilfe- und Familienrechts.
Sie erscheint seit 1927 (2014 also im 87. Jahrgang) in monatlicher Erscheinungsweise. Herausgeber ist das Deutsche Institut für Jugendhilfe und Familienrecht e. V. in Heidelberg. Bis 1999 hieß die Zeitschrift Der Amtsvormund.
In der Zeitschrift werden Aufsätze zu allen Aspekten des Jugendhilfe- und Familienrechts veröffentlicht. Dazu werden Rechtsgutachten des Deutschen Instituts für Jugendhilfe und Familienrecht e. V. veröffentlicht, die auf Anfragen der Jugendämter zurückgehen und daher einen großen Praxisbezug aufweisen. Weiterhin werden aktuelle Urteile veröffentlicht und besprochen. Insbesondere werden Auswirkungen auf die Verwaltungspraxis in den Jugendämtern aufgezeigt.
Auf einzelne Artikel verweist man durch Angabe des Kürzels „JAMT“ bzw. „DAVorm“, des Jahrgangs und der Seite. Bei Verweisen auf Gerichtsentscheidungen, die im JAMT abgedruckt worden sind, wird zusätzlich das Gericht genannt.